# ارکیده ریشوی وندو
ارکیده ریشوی وندو (نام علمی: Calochilus stramenicola) نام یک گونه از سرده ارکیده‌های ریشو است.